# Geremia e Isaia
I busti dei profeti Geremia e Isaia entro quadrilobi sono due rilievi dell'altare argenteo di San Jacopo della cattedrale di Pistoia e sono attribuiti al giovane Filippo Brunelleschi, che vi lavorò dal 1400 al 1401.

## Storia e descrizione
Le due opere, che insieme compongono un'unica formella, fanno parte dei rilievi di un fianco dell'altare, che vennero composti all'inizio del XV secolo da Lunardo di Mazzeo, Piero di Giovanni da Pistoia e i giovani delle loro botteghe, tra cui Brunelleschi stesso. Assieme alle statue a tutto tondo di sant'Agostino e san Giovanni evangelista, sempre attribuite a Brunelleschi per l'inedito vigore espressivo, sono le opere più antiche di Filippo che ci siano pervenute, oltre che l'unico saggio della sua arte di orafo, nella quale si applicò in gioventù.
Il profeta di sinistra è Geremia, ed è rappresentato come se stesse predicando animatamente, con gli avambracci in gesti eloquenti, raffigurati a tuttotondo, e la fronte corrucciata. Il panneggio è elegante, ma rifugge le falcate ritmiche dell'arte tardogotica, preferendo un andamento più legato al volume del corpo sottostante.
Il secondo profeta è Isaia ed è rappresentato con il turbante mentre, con una mano alzata che mostra il palmo, si volta verso dietro. Molto probabilmente Brunelleschi si ispirò alle formelle di Giovanni di Balduccio che verso il 1486 erano state collocate nelle tamponature delle arcate di Orsanmichele.
In entrambi i rilievi le figure dialogano sapientemente con lo spazio circostante, evitando la frontalità, ormai rara all'epoca, ma anche gli appiattimenti stilistici dell'arte gotica. L'esecuzione è elegante e raffinata, e la struttura corporea ben modellata e salda, che sembra preannunciare altre opere giovanili come il San Pietro di Orsanmichele.